# Лорікет червоногорлий
Лоріке́т червоногорлий (Vini amabilis) — вид папугоподібних птахів родини Psittaculidae. Цей рідкісний вид є ендеміком Фіджі.

## Опис

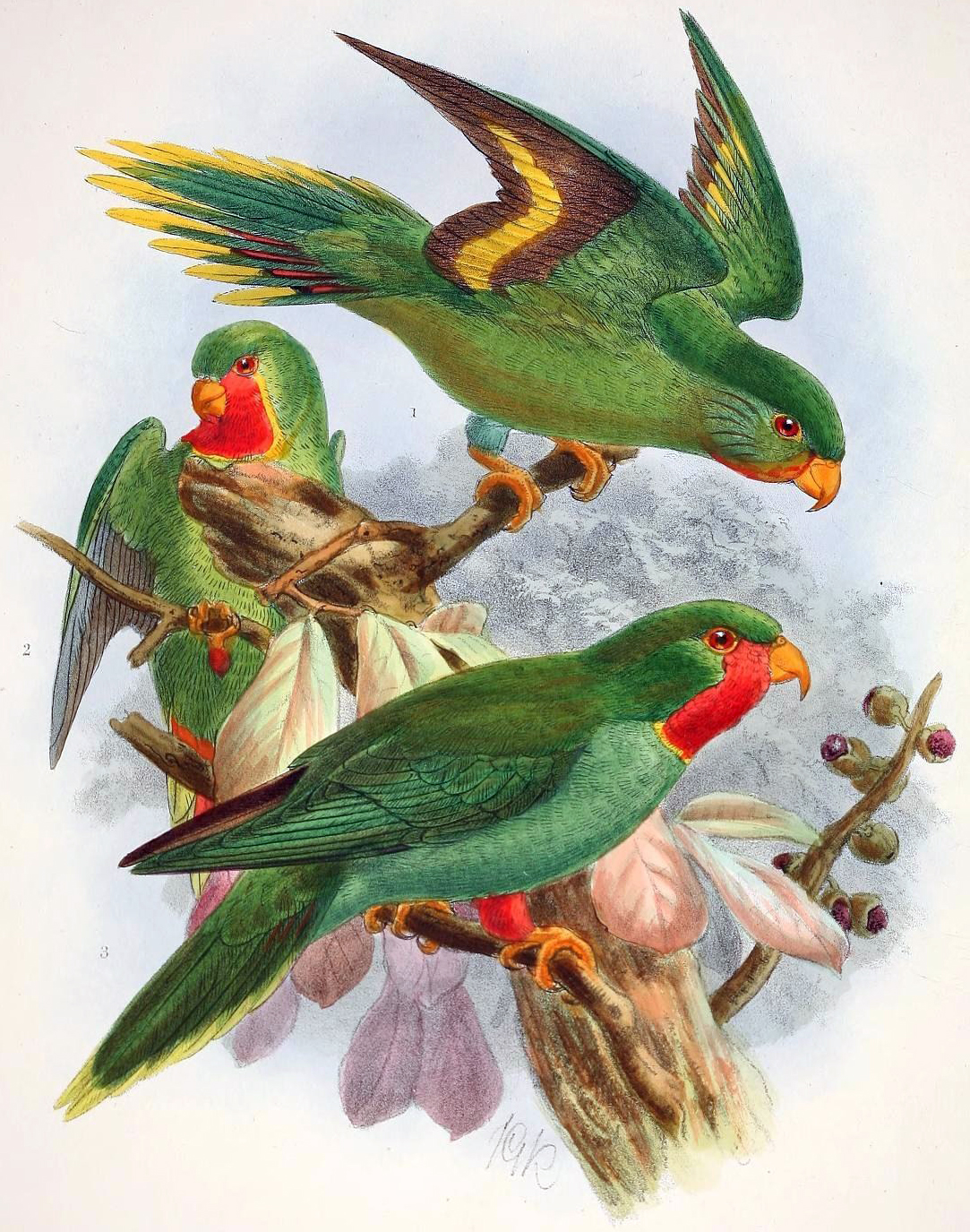
Червоногорлі лорікети

Довжина птаха становить 18 см. Забарвлення переважно зелене. Груди, живіт, гузка і нижні покривні пера крил жовтувато-зелені. Щоки, підборіддя, нижня частина обличчя і горло червоні, горло окаймлене вузькою жовтою смугою. Навколо очей темно-сірі кільця, скроні синьо-зелені. Хвіст зверху зелений з широкою жовтою смугою на кінці, знизу оливково-жовтий. Стегна темно-червоні. Райдужки жовті, дзьоб і лапи оранжеві.

## Поширення і екологія
Червоногорлі лорікети мешкають на островах Віті-Леву, Вануа-Леву, Тавеуні і Овалау. Вони живуть у вологих гірських і рівнинних тропічних лісах, віддають перевагу густим гірським тропічним лісам. Зустрічаються зграйками, на висоті від 120 до 1000 м над рівнем моря. Живляться нектаром, пилком і квітками. Ведуть кочовий спосіб життя, мігрують в пошуках квітучих дерев.

## Збереження
МСОП класифікує цей вид як такий, що перебуває на межі зникнення. За оцінками дослідників, популяція червоногорлих лорікетів становить менш ніж 50 птахів. Їм загрожує знищення природного середовища, а також хижацтво з боку інтродукованих щурів, індійських мангустів і диких кішок. 